# Südpol

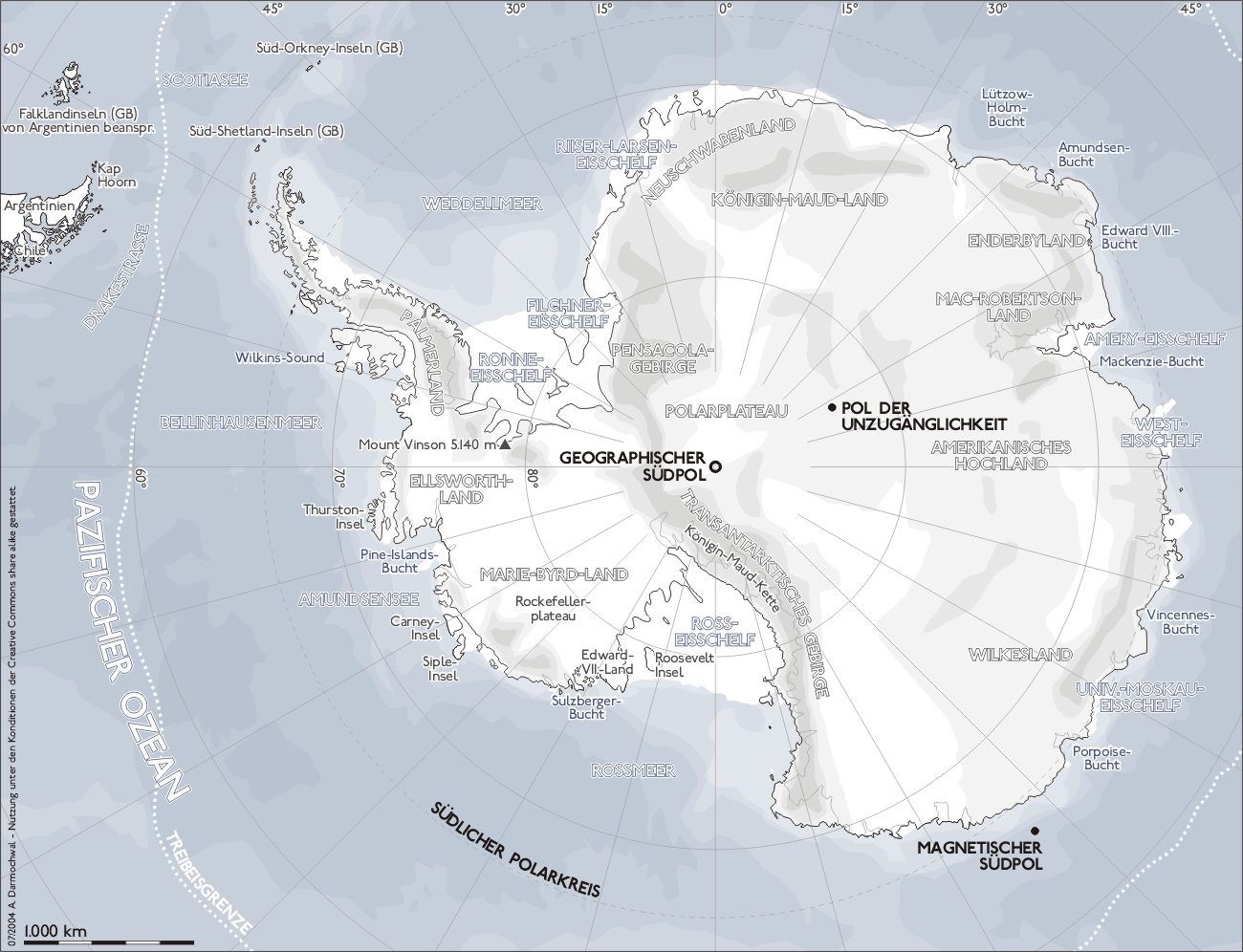
Karte der Antarktis mit dem Südpol

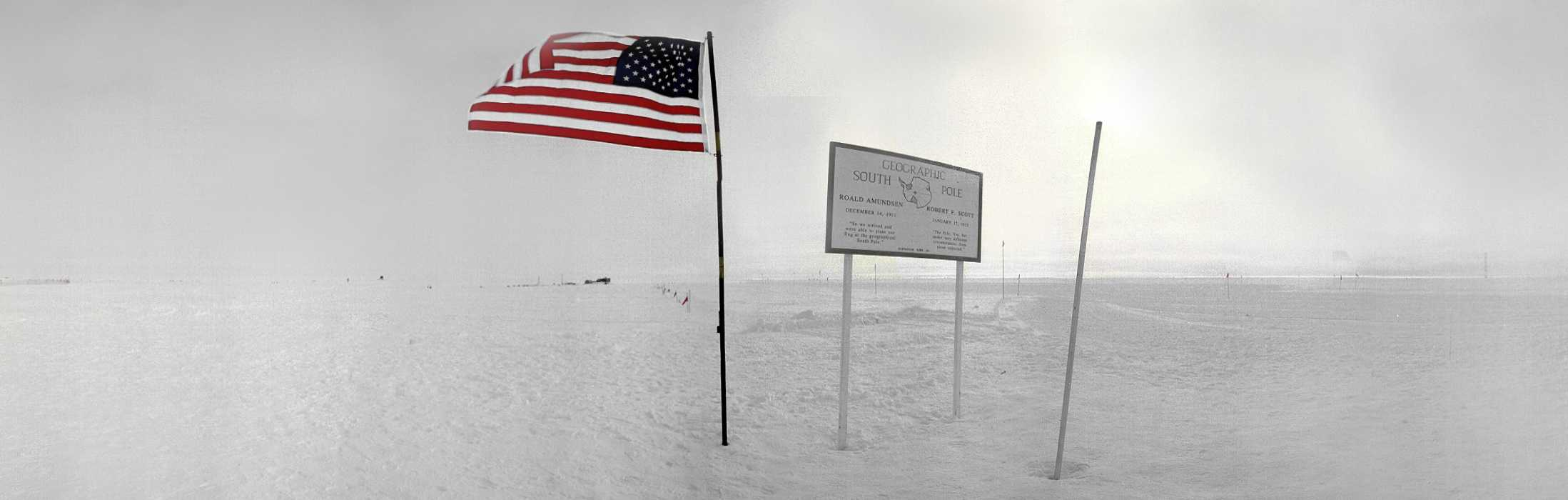
Geographischer Südpol, links die US-Flagge, in der Mitte eine Gedenktafel, die Stange rechts im Bild kennzeichnet die Polachse

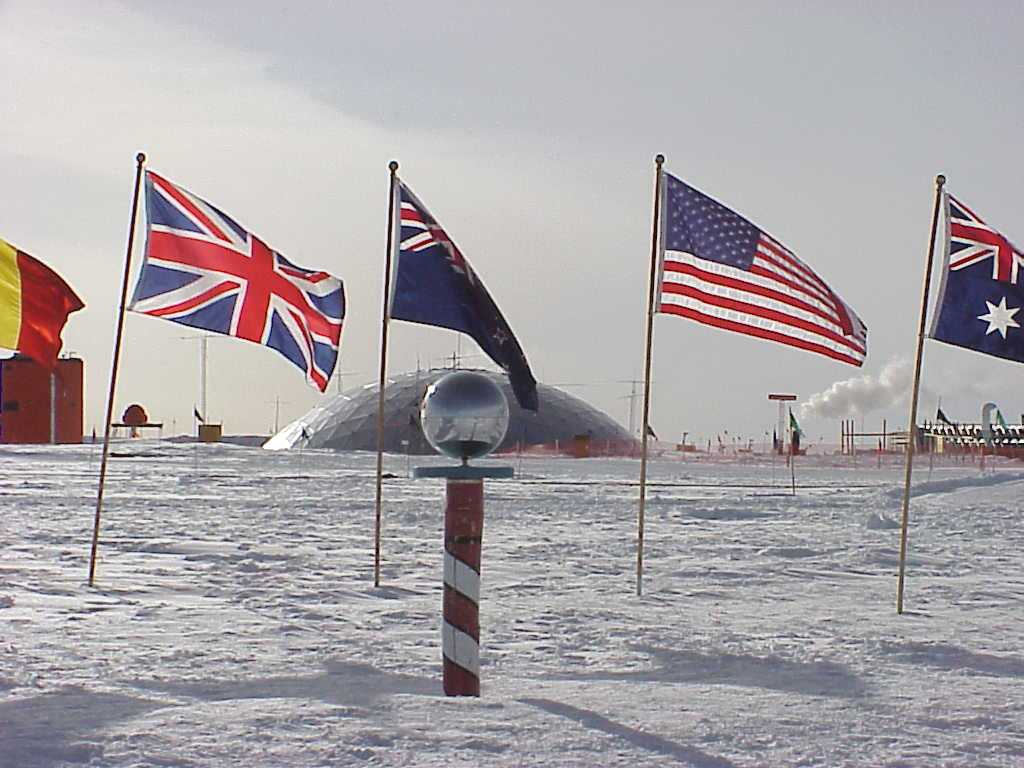
Zeremonieller Südpol, umrundet von den Flaggen der Unterzeichnerstaaten des Antarktischen Vertragssystems

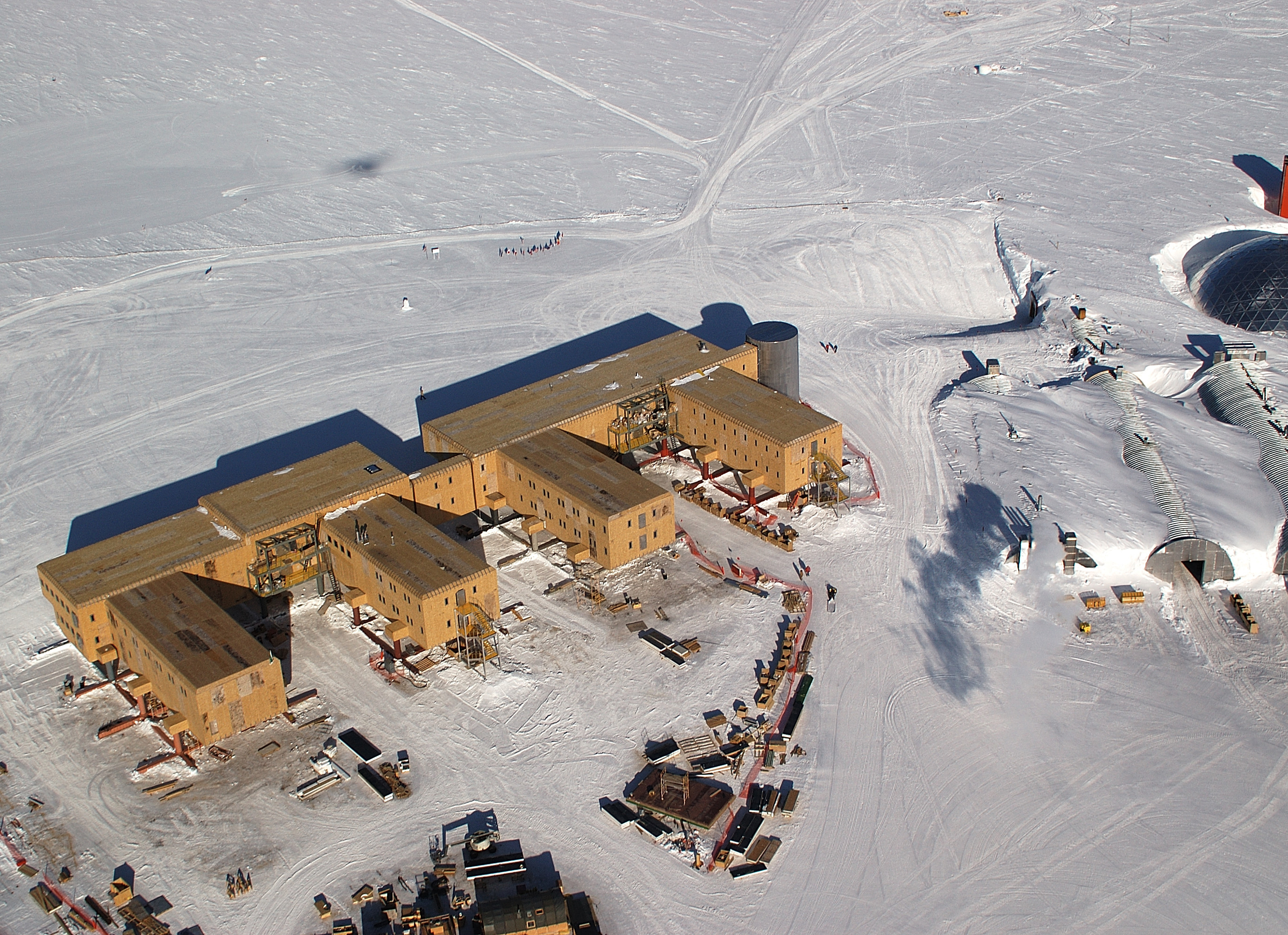
Die neue Amundsen-Scott-Südpolstation (Luftbild 2005). Der geographische Südpol ist im Hintergrund mit Flaggen abgesteckt.

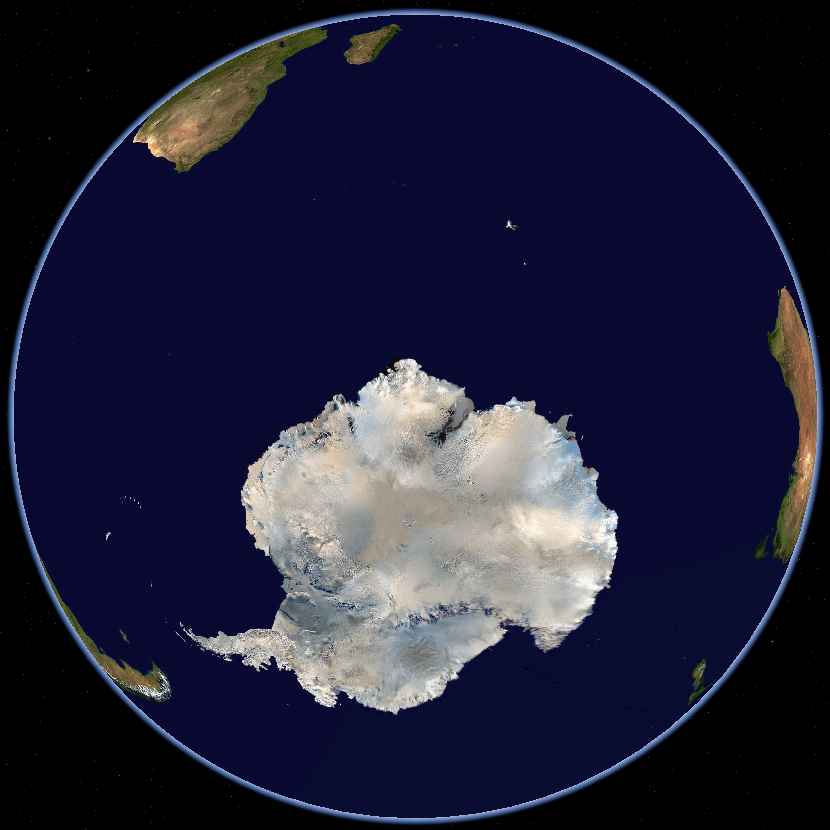
Südpolgebiet mit Teilen von Afrika, Australien, Neuseeland und Südamerika

Der Südpol ist – als einer von zwei geografischen Polen – im allgemeinen Sprachgebrauch der südlichste Punkt der Erde. Er entspricht dem südlichen Drehpunkt der Erdachse, wird auch als geographischer Südpol bezeichnet und liegt auf dem antarktischen Kontinent. Darüber hinaus gibt es weitere Definitionen des antarktischen Magnetpols und antarktischen geomagnetischen Pols sowie des Südpols der Unzugänglichkeit.

## Geographischer Südpol
Der Geographische Südpol wird durch die Erdrotation festgelegt. Er liegt auf dem südlichen Ende der Erdachse als Antipode des Nordpols und hat eine feste Position bei einer geographischen Breite von 90° 0′ 0″ S. Der geographischen Definition der Himmelsrichtung entsprechend blickt man von hier aus in jeder Richtung nach Norden. Der Südpol hat keine eindeutige geographische Länge. Er liegt auf dem Festland des Subkontinents Ostantarktika unter dem ewigen Eis, das an dieser Stelle bis zu einer Höhe von 2800 Meter über dem Meeresspiegel reicht.

## Erforschung
Spätestens ab dem Beginn des Goldenen Zeitalters der Antarktis-Forschung seit Ende des 19. Jahrhunderts gab es Bestrebungen, den antarktischen Kontinent zu erforschen und dabei auch näher an den Pol zu kommen. Die Belgica-Expedition (1897–1899) erreichte  71° 30’ S, die Southern-Cross-Expedition (1898–1900) schon 78° 50’ S und die Discovery-Expedition (1901–1904) 82° 17’ S. Die Nimrod-Expedition (1907–1909) musste schließlich unter Führung von Ernest Henry Shackleton am 9. Januar 1909 bei 88° 23’ S, nur 180 km vom Pol entfernt, wegen Proviantmangels umkehren.
Die ersten Menschen, die den geographischen Südpol erreichten, waren der Norweger Roald Amundsen und seine Expeditionsgruppe (Olav Bjaaland, Helmer Hanssen, Sverre Hassel, Oscar Wisting). Sie erreichten den Südpol am 14. Dezember 1911. Amundsen nannte sein dortiges Lager Polheim und das den Pol umgebende Polarplateau „Haakon VIIs Vidde“ (König-Haakon-VII-Plateau) zu Ehren des Königs Haakon VII. von Norwegen.
Amundsens Konkurrent beim Wettlauf um das erste Erreichen des Südpols war der Engländer Robert Falcon Scott. Er und seine Mannschaft (Henry Robertson Bowers, Edward Adrian Wilson, Lawrence Oates, Edgar Evans) erreichten den Pol einen Monat nach Amundsens Gruppe am 17. Januar 1912. Auf der Rückreise vom Pol starben Scott und seine vier Begleiter an der extremen Kälte und an Unterernährung.
Im Verlauf der ersten Byrd Antarctic Expedition (1928 bis 1930) überflog der Pilot Berndt Balchen am 29. November 1929 als erste Person den Südpol. Mit an Bord befanden sich als Co-Pilot Harold June, als Navigator der Expeditionsleiter Richard Evelyn Byrd und als Bordfunker Ashley McKinley.
Nach Amundsen und Scott dauerte es fast 45 Jahre, bis erneut ein Mensch seinen Fuß auf den Südpol setzte. Am 31. Oktober 1956 erreichten Konteradmiral George J. Dufek und eine Expeditionsgruppe der US-Marine in einem Militärflugzeug (Douglas DC-3/R4D) den südlichsten Punkt der Erde. Sie hatten den Auftrag, den Bau der Amundsen-Scott-Südpolstation vorzubereiten. Im Verlauf der folgenden Monate und des Jahres 1957 wurde die Station dann errichtet, indem man Material, Arbeiter, Wissenschaftler und Forscher ebenfalls auf dem Luftweg an den Südpol transportierte. Die Station ist seitdem ununterbrochen zur Antarktisforschung im Einsatz.
Erst im Jahr 1958 wurde der Südpol erstmals nach 1912 wieder über den Landweg erreicht. Im Rahmen der Commonwealth Trans-Antarctic Expedition erreichten der Neuseeländer Edmund Hillary und dessen Begleiter am 4. Januar 1958 und eine Gruppe um den Engländer Vivian Fuchs am 19. Januar 1958 den Südpol. Hillary war am Rossmeer und Fuchs am Weddell-Meer gestartet. Beide Gruppen benutzten bei ihrer Reise neben Hundeteams auch Raupenfahrzeuge und wurden durch Luftaufklärung zur Planung der Route und der Standorte für die Depots unterstützt.

## Meilensteine im Extremsport
Im antarktischen Sommer 1989/1990 durchquerte Arved Fuchs zusammen mit Reinhold Messner die Antarktis über den Südpol zu Fuß, bei einer Laufstrecke von 2800 km. Am 13. November 1989 startete er mit seinem Begleiter. Am Morgen des 31. Dezember 1989 erreichten beide Abenteurer den geografischen Südpol. Am 12. Februar 1990 trafen Arved Fuchs und Reinhold Messner in der Scott Base im McMurdo-Sund ein und beendeten damit ihre Antarktisdurchquerung zu Fuß und auf Skiern. Damit erreichte Fuchs 1989 als erster Mensch beide Pole innerhalb nur eines Jahres zu Fuß.
Am 21. Dezember 2008 erreichte der US-Amerikaner Todd Carmichael den geographischen Südpol von der Westküste des Südpolarmeers aus allein auf Skiern und ohne fremde Hilfe in 39 Tagen und knapp acht Stunden. Damit unterbot er den bestehenden Trekking-Rekord der Britin Hannah McKeand für die etwa 1100 Kilometer lange Strecke, allerdings nur um wenig mehr als eineinhalb Stunden.
Vom 16. bis 26. Dezember 2013 überwand die Britin Maria Leijerstam im Rahmen einer „challenge“ gegen einen Spanier und einen US-Amerikaner die rund 800 Kilometer lange Strecke von einer russischen Station aus zum Südpol in der neuen Rekordzeit von nur 10 Tagen. Dabei lief sie jedoch nicht auf Skiern, sondern verwendete ein Liegedreirad, das vom Hersteller auf der Basis eines Standardmodells für die extremen klimatischen und geografischen Verhältnisse umgerüstet worden war. Neben der Inhaberin der schnellsten Zeit auf dem Landweg ist sie somit der erste Mensch, der den Südpol je auf einem Fahrrad erreichte.

## Klima
Ein großer Teil des Tageslichts, das die Oberfläche erreicht, wird durch den weißen Schnee reflektiert. Dieser Mangel an Wärme von der Sonne sowie die große Höhe (ungefähr 3000 Meter) bewirken, dass der Südpol eines der kältesten Klimate auf der Erde hat. Auch im Vergleich zum Nordpol sind die Temperaturen wesentlich niedriger. Dies liegt neben der Höhe auch daran, dass sich der Südpol inmitten einer kontinentalen Landmasse befindet, während der Nordpol in einem Ozean liegt, der Wärme speichert.
Im Mittsommer, wenn die Sonne ihre maximale Höhe von ungefähr 23,5° über dem Horizont erreicht, steigen die Temperaturen am Südpol im Durchschnitt auf −25 °C. Im Winter bleibt die Temperatur bei ungefähr −65 °C unveränderlich. Die höchste Temperatur, die jemals an der Amundsen-Scott-Südpol-Station notiert wurde, ist −12 °C, die tiefste betrug −83 °C. Die niedrigste jemals in der Antarktis nachgewiesene Temperatur wurde am 21. Juli 1983 an der Wostok-Station gemessen und betrug −89 °C. Im Jahr 2018 wurde der Kälterekord mit −98,6 °C gebrochen. An den Küsten und vor allem auf der Antarktischen Halbinsel kann die Temperatur im Sommer auch etwas über 0 °C steigen.

## Antarktischer magnetischer Pol
Der antarktische magnetische Pol ist der Punkt der südlichen Hemisphäre, an dem die magnetischen Feldlinien des Erdmagnetfelds vertikal zur Erdoberfläche stehen. Die Nadel eines speziell für solche Messungen konstruierten Kompasses zeigt am antarktischen magnetischen Pol mit ihrer Süden-Markierung zum Erdmittelpunkt. Folglich stellt der antarktische magnetische Pol im physikalischen Sinne den Nordpol des Erdmagnetfelds dar. Ein gewöhnlicher Kompass, dessen Nadel nur um die vertikale Achse drehbar ist, zeigt am magnetischen Pol und in seiner Umgebung „irgendwohin“, weil keine waagerechte Komponente der Feldlinien vorhanden ist. Der antarktische magnetische Pol bewegt sich ständig und liegt zurzeit nicht mehr auf dem Festland, sondern im Meer bei ca. 64,497° Süd und 137,684° Ost (Stand 2007), rund 30 km nördlich der Zunge des Dibble-Gletschers an der Clarie-Küste, Wilkes-Land. Im Rahmen der Nimrod-Expedition unter der Leitung von Ernest Shackleton wurde der Pol durch Edgeworth David, Douglas Mawson und Alistair Mackay am 16. Januar 1909 erstmals erreicht (siehe Marsch zum antarktischen magnetischen Pol).

## Südlicher geomagnetischer Pol
Der geomagnetische Pol auf der südlichen Halbkugel ist ein berechneter Pol des unregelmäßigen Erdmagnetfeldes unter der Annahme eines ungestörten Magnetfeldes, wie es sich durch einen sich im Erdmittelpunkt befindlichen Stabmagneten ergeben würde. Er lag 2010 bei etwa 80° 1′ S, 107° 47′ O, in der Nähe der Wostok-Station, Ostantarktika. Auch dieser ist wie der magnetische Pol im physikalischen Sinne ein magnetischer Nordpol.

## Südpol der Unzugänglichkeit
Der Südpol der Unzugänglichkeit ist per Definition der Punkt der Antarktis, der am weitesten von allen Küstenlinien entfernt liegt. Er befindet sich bei 83° 50′ S, 65° 47′ O (bezogen auf die Eisfläche) beziehungsweise 77° 15′ S, 104° 39′ O (bezogen auf die Landmasse). Erstmals wurde der Ort 1958 von sowjetischen Forschern mit Schneefahrzeugen erkundet.
Für den Nordpol in der Arktis ist dies entsprechend der Punkt, der im arktischen Meer am weitesten von allen Küstenlinien entfernt liegt.

## Verwendete Ortszeit
In Antarktika sind keine Zeitzonen definiert. Aus praktischen Gründen wird auf der amerikanischen Amundsen-Scott-Südpolstation die neuseeländische Zeit verwendet, da der logistische Hub der amerikanischen Antarktisaktivitäten in Christchurch, Neuseeland, liegt.
Würde man die idealen, durch Längengrade definierten Zeitzonen bis zum Südpol fortsetzen, so wäre es möglich, mit der Umschreitung des geographischen Südpols alle Zeitzonen mit wenigen Schritten zu durchqueren. So stellte Forscher Bob Reid auch seinen „Spaß-Weltrekord“ in der Bumerang-Wurfdisziplin MTA-100 auf: Er warf seinen Bumerang so, dass dieser am Südpol durch alle Zeitzonen kreiste. Auf diese Weise konnte er die Zeitwerte der Zeitzonen zur Wurfzeit hinzufügen und erreichte 24 Stunden und 11 Sekunden Flugzeit. Allerdings müsste man eigentlich, was Bob Reid nicht tat, auch die Datumsgrenze entlang des 180. Längengrads bis zum Südpol ziehen, wodurch bei einer vollständigen Umrundung des Pols die 24 gewonnenen Stunden wieder durch einen Tagesrücksprung zunichtegemacht würden.